# Файков Юрій Олександрович
Юрій Олександрович Файков (народився 2 лютого 1969 у м. Мінську, СРСР) — білоруський хокеїст, нападник. Головний тренер Білоруської Екстраліги «Шинник» (Бобруйськ). 
Виступав за «Динамо» (Мінськ), «Тівалі» (Мінськ), «Подгале» (Новий Тарг), «Црвена Звезда» (Белград), «Керамін» (Мінськ).
У складі національної збірної Білорусі провів 4 матчів (1 передача). 
У період з 2001 по 2008 роки працював головним тренером національної збірної ОАЕ, згодом з 2011 по 2014 також очолював збірну ОАЕ. З липня 2009 року працював старшим тренером «Шинника» (Бобруйськ), з грудня 2009 року — головний тренер. З 2016 головний тренер молодіжної збірної Білорусі, юніорської збірної Білорусі та асистент головного тренера національної збірної Білорусі.